# Distância biológica
Distância biológica (ou biodistância) é uma medida de relação biológica (similaridade/ dissimilariade), entre grupos separados por tempo e/ou geografia, obtidos através da aplicação de métodos estatísticos multivariados sobre a variação morfológica desses grupos. Essas medidas de relações pressupõem que as populações que compartilham atributos são mais proximamente relacionadas que populações que expressam muitas diferenças.
A Biodistância busca reconstruir processos evolutivos e padrões de parentescos em populações humanas. Uma das características das análises de biodistância é a sua escalabilidade, isto é, ela pode abranger de escalas globais até regionais. Nas escalas mais amplas, essas análises podem contribuir para investigar os principais eventos de migração humana; enquanto que nas escalas mais restritas, ela pode ser usada para reconstruir padrões de migração e fluxo gênico, relações de ancestralidade e descendência, eventos de substituição populacional, fronteiras populacionais, variabilidade mortuária relacionado a cemitérios, padrões de residência pós-marital.
Na morfometria tradicional, pode-se considerar duas classes de dados: métricos e não-métricos. Os dados métricos são variáveis contínuas obtidas de medidas lineares, ou índices derivados de medidas, que são usados para caracterizar o tamanho e a forma dos elementos esqueletais, especialmente o crânio, e dentários. Os dados não-métricos, por outro lado, são medidas discretas ou entidades anatômicas ‘quase contínuo’ que frequentemente são expressos como gradações de ausência até expressão completa.

## Craniometria
Craniometria é uma maneira científica de medição do crânio, sendo útil para a antropometria e as práticas forenses.

### História da craniometria
A antropologia biológica moderna foi fundada, em grande parte, através dos esforços de acadêmicos e naturalistas europeus e norte-americanos do século XVIII e XIX. O principal paradigma da época era a classificação tipológica dos seres humanos em distintas ‘variedades’ ou ‘raças’.
No início, duas figuras se destacam: Carl von Linné (Linnaeus) (1707-1778) e Johann Friedrich Blumenbach (1752-1840). Linnaeus separou os humanos em subespécies baseados em características anatômicas, na busca de organizar o mundo natural através de um sistema hierárquico sob os desígnios de Deus. Blumenbach, por sua vez, acreditava que as diferenças entre as ‘variedades’’ humanas eram resultadas dos diferentes climas, nutrição e modelos de vida, que tinham efeito sobre a força vital do indivíduo. Ao contrário da ideia de a ‘variedade humana’ ser entendida como uma entidade fixa do tempo da criação bíblia, para Blumenbach, essa variedade era vista como degenerações de uma forma perfeita original, causados pelos diferentes ambientes para onde humanos migraram. Essas idéias de Blumenbach sobre a variedade humana não foram amplamente aceitos entre os acadêmicos do século XVIII.
Na virada do século XIX, os estudiosos foram gradualmente reconhecendo a notável diversidade e variação da humanidade, mas continuaram a se forcar em um número pequeno de características fenotípicos com pouco ou nenhuma relação dentro da variação da espécie. Ainda se apoiando no pensamento tipológico, esse período foi caracterizado pela craniometria, na crença de que as ‘raças’ poderiam ser sistematicamente medidas.
S. G. Morton (1799-1851), na década de 1940, desenvolveu uma série de medidas para melhor quantificar as diferenças entre e dentro das ‘raças’, além de reconhecer a relação entre morfologia e ancestralidade. M. Paul Broca (1824-80), por sua vez, ampliou e padronizou essas medidas.
Outro que também desenvolveu análises craniométricas foi Ales Hrdlicka (1869-1943), porém, ele evitou maiores inferências sobre os dados, uma vez que ele se manteve apenas descrevendo as distribuições dos dados (média e intervalos). Em contrapartida, Earnest Albert Hooton (1887-1954) se demonstrou mais confortável com estatísticas. Ele aplicou diversos métodos para analisar a variação regional entre populações, iniciando com o agrupamento visual de crânios semelhantes e confirmando esses agrupamentos com análises estatísticas.
Georg Neumann (1907-71), frequentemente considerado como um dos últimos tipologistas, foi um dos primeiros antropólogos a incorporar completamente os dados arqueológicos às classificações taxonômicas.
Avançando sobre as contribuições de Morton e Broca, Rudolf Martin (1864-1925) delineou a instrumentação craniométrica, definiu detalhadamente de cada ponto de referência óssea (‘landmark’), medidas individuais (distância entre ‘landmarks’), e descritores geométricos das medidas cranianas. William White Howells (1908-2005), por fim, refinou esses tratamentos craniométricos. Além disso, redefinindo a construção racial como populações geográficas, Howells coletou o maior banco de dados craniométricos global, ainda utilizado hoje.
Outro banco de dados em larga escala disponível na literatura é aquele coletado por T. Hanihara.

### Coleta de dados craniométricos
Os dados coletados são medidas lineares (comprimentos, larguras, projeção, rádios), obtidos através de pontos de referências (landmarks), que são usados para caracterizar o tamanho e forma do crânio.
Antes das análises em si, algumas considerações iniciais são frequentemente levadas em consideração para evitar vieses: sexo e idade. A respeito de sexo, há uma generalização de que os homens são mais robustos e têm inserções musculares com demarcadas nos ossos que as mulheres. Assim, os bancos de dados são construídos separadamente considerando a estimativa de sexo. Sobre a idade, os estudos de craniometria são executados utilizando apenas indivíduos adultos.

#### Banco de dados de Howells
Um dos protocolos utilizados para a coleta de dados craniométricos foi proposto por Howels. Esse protocolo possui 74 medidas craniométricas, sendo 61 medidas lineares e 13 angulares, e, com sua aplicação, Howells produziu um banco de dados com amostra de grupos humanos ao redor do mundo todo.

#### Banco de dados de Hanihara
Um segundo banco de dados de quantidades expressivas, que foi possui amostras ao redor do mundo, é o de Hanihara. Esse banco de dados, que foi organizado pelo Dr. Tsunehiko Hanihara, do Departamento de Anatomia da Saga Medical School (Saga, Japão), possui 272 séries masculinas e 179 feminas, coletados de 19 regiões geográficas (Aleutas, Australianos, Canadenses, Centro e Sul-Americanos, Asiáticos do Leste, Esquimós, Europeus, Indianos, Melanésios, Micronésios, Africanos do Norte, Asiáticos do Nordeste, Papuas Nova Guiné, Polinésios, Asiáticos do Sudeste, Africanos Sub-saarianos, Asiáticos do Sudoeste, Bretões e Norte-Americanos). Esse banco possui 45 variáveis métricas que foi gerado da combinação dos protolocos de Martin e Saller, e Baäuer, havendo sobreposição com a de Howells.

### Métodos estatísticos sobre dados craniométricos
Bioantropologos frequentemente trabalham com remanescentes esqueletais incompletos em vários níveis diferentes devido a processos tafonômicos e outros processos destrutivos. Infelizmente, muitas das análises multivariadas requerem uma tabela de dados completos. Nesse contexto, algums métodos para lidar com esses valores faltantes são utilizados. Uma primeira opção é a de deletar variáveis e espécimes com dados faltantes. Uma outra opção é a utilizar algum método de imputação de dados. Entre os métodos de imputação comumente utilizado, encontram-se: a regressão múltipla, e a substituição pela média da variável. Além disso, Kenyhercs & Passalacqua, ao estudar comparativamente diferentes métodos de imputação para dados craniométricos, sugeriram que o método kNN (k-nearest neighbor) pode ser uma boa escolha.
Antes das análises multivariadas, outro tratamento dos dados é frequentemente implementado, a correção do fator tamanho. Houve várias tentativas para se separar a forma do tamanho desses crânios, pois, caso não haja a remoção do fator tamanho sobre os dados, a maioria das diferenças entre os grupos serão produzidas pelo tamanho. Porém, o tamanho e a forma não são biologicamente independentes. Assim, é importante ter em mente que mesmo com a remoção do fator tamanho nos dados, a influência dele se manterá, de certa forma, nos resultados. Uma das maneiras de fazer essa correção é através do método da média geométrica. Outro método que também foi aplicado é a transformação das variáveis em escores-z.
Finalmente, sobre as análises multivariadas aplicadas aos dados craniométricos, pode-se citar: Distância de Mahalanobis, Distância Euclidiana, Análise de Componentes Principais (a partir de matrizes de covariância), Análises de agrupamento (método de UPGMA e Ward), Análise de funções discriminantes, Escalalonamento Multidimensional (sobre a Distância da Mahalanobis).

## Dados não-métricos cranianos
Os dados não-métricos cranianos (também conhecido como epigenéticos, embora não muito utilizado devido a outras definições do termo) são características do crânio com múltiplos estados de caráter, pontuados de forma categórica (ordinal ou dicotômica).

### Histórico dos dados não-métricos cranianos
Durante os séculos XVIII e XIX, os traços não-métricos eram tratados como “anomalias” esqueletais no meio acadêmico, sendo que, no final desse período, as descrições de variantes esqueléticas não-métricas já tinham se tornado comuns.
Na década de 1930, F. Wood-Jones (1879-1954) mudou a ênfase desses traços de uma variação individual para a variação dentro e entre grupos.
Nas décadas de 1950 e 1960, H. Grünberg (1907-1982) investigou variantes genéticas em camundongos, o que abriu caminho para estudos em humanos. Isso foi exatamente isso que W. S. Laughlin e J. B. Jorgenson fizeram, e assim, se consolidou o uso de traços cranianas não-métricas como proxies viáveis para dados genéticos em estudos de biodistância.
A. C. Berry e R. J. Berry, no final da década de 1960 e início de 1970, estudaram traços não-métricos em relação as influencias do ambiente, sexo e idade, que, apesar de posteriores críticas, produziram contribuições para os estudos de biodistância que permaneceram influentes. Nesse mesmo período, Nancy Suzanne Ossenberg (1933-2018), através de dados ‘discontínuos’ de crânios humanos, buscou sintetizar o uso desses dados para além da mera descrição e explorar padrões de idade, sexo, incidência lateral, correlações entre traços, efeitos na expressão de traços na deformação craniana e tendências temporais.
No final da década de 1980, G. Hauser e G. De Stefano ampliaram a lista de traços investigados por Berry e Berry, além de definirem e padronizarem esses traços, e investigar a herdabilidade e função dessas características. Uma versão moderna e frequentemente utilizada em bioarqueologia dessas características foi apresentada por J. E. Buikstra (1945-hoje) e D. H. Ubelaker (1946-hoje), na década de 1990, consolidando o uso dessas variações em estudos antropológicos.
Em 2013, Ossenberg publicou um banco de dados não-métricos cranianos de populações ao redor do mundo, que foi disponibilizado gratuitamente para outros pesquisadores (http://hdl.handle.net/1974/7870). Além disso, Konigsberg também disponibilizou um código estatístico para calcular distâncias biológicas de dados não-métricos cranianos (http://www.anthro.illinois.edu/people/lylek/).

### Coleta de dados não-métricos cranianos
Os traços do crânio humano incluem quatro tipos: ossículos dentro das suturas do crânio, traços hiperostóticos ou proliferações esqueletais incomuns, traços hipostóticos envolvendo deficiência na ossificação, e variações no forame.
Esses dados são relativamente fáceis de serem coletados, podendo ser obtidos de fragmentos do crânio. Entretanto, sobre a variação intra-populacional, algumas características devem ser consideradas: sexo, idade, simetria, lateralidade e associação entre traços. Começando com o dimorfismo sexual, existe pouco ou nenhum. Sobre a idade, há poucos indícios que alguns traços sofram influencia dela; apesar disso, alguns autores acham necessário levar isso em conta apenas antes da fase adulta. Muitos traços são expressos bilateralmente, sendo possível haver assimetria na expressão, os pesquisadores, então, devem determinar a priori como lidar com isso. Por fim, sobre a associação entre traços, ela não foi demonstrada de forma satisfatória até o momento.

#### Protocolo de Hauser e De Stefano (1989)
Um protocolo para coleta de dados não-métricos cranianos foi proposto por Hauser e De Stefano. Esse protocolo contem dezenas de traços não-métricos do crânio humano, que foram caracterizados quanto a sua nomenclatura, anatomia, função, embriologia e crescimento, genética, relevância médica, diferenciação sexual, simetria, lateralidade, variação de idade e associação com outros traços.

### Métodos estatísticos sobre dados não-métricos cranianos
As análises multivariadas empregadas para esse tipo de análise são: Distância de Sanghvi (variação da distância de mahalanobis), Medida Média de Divergência (MMD), Escalonamento multidimensional e análise de agrupamento (pelo método Ward e UPGMA).

## Dados métricos dentários
O estudo dos dados métricos dentários envolve a quantificação das dimensões dos dentes.

### Histórico dos dados métricos dentários
A história dos estudos dos dados métricos dentários não é muito bem documentada em comparação com outras medidas. Ao longo do século XIX e XX, houve diversos modos de coletar dados sobre os traços métricos dentário.
Muhlreiter é creditado como sendo o primeiro a estudar odontometria humana. Seu trabalho ajudou a definir medições nas coroas dentárias. Muhlreiter descreveu a medida tomada na dimensão mesiodistal como a distância entre pontos de contato medidos a partir da superfície bucal. Várias críticas a essa medida surgiram mais tarde, em grande parte relacionadas a problemas que surgiam ao medir diferentes classes de dentes e de medir pontos de contato na superfície bucal. Hrdlicka e Goose, mais tarde, definiram a medida mesiodistal seguindo os pontos de contato de Muhlreiter. Entretanto, cada uma de suas medidas foi definida por pontos na superfície oclusal em vez de nas superfícies bucal e lingual. Moorrees e Reed optaram por medir a coroa dentária através das dimensões máximas. Dentro de sua definição, o diâmetro mesiodistal foi medido na maior expansão da coroa paralela às superfícies oclusal e labial, independentemente da localização das facetas de contato. O diâmetro bucolingal máximo foi medido perpendicularmente à medida mesiodistal na maior expansão entre as superfícies bucal e língual.
Além das medidas da coroa, outras medidas também foram propostas. Autores como Azouley e Regnault, Black e Goose contribuíram para definir as medidas cervicais dos dentes. Essas medidas foram, posteriormente, redescobertas e popularizadas por Hillson e colaboradores, que forneceram uma descrição mais aprofundada das medidas cervicais. Essas medidas cervicais também foram definidas para dentes decíduos.

### Coleta de dados métricos dentários
Algumas considerações biológicas sobre os dados métricos dentários podem ser interessantes antes dos cálculos de biodistância, no caso sexo e idade. A intensidade do dimorfismo sexual depende do dente, da medida, e da população sob estudo, porém, ele é marcante para todos os dentes. Sobre a idade, o mais obvio a se tratar é a existência de dois conjuntos de dentes, decíduos e permanentes, que são trocados ao longo do desenvolvimento do indivíduo. Nas análises de biodistância, cada conjunto deve ser tratado separadamente. Além disso, outro efeito da idade que pode ser visto nos dentes é o uso excessivo, que reduz a coroa dentária.
Dados métricos dentários podem ser obtidos de todo a arcada dentária, entretanto, os tamanhos dos antimeros são altamente correlacionados, o que, para evitar a colinearidade, a coleta de ambos esses dentes deve ser evitada. Assim, convencionalmente, usa-se apenas os isômeros do lado esquerdo da arcada dentária, e do lado direito quando os antimeros do lado esquerdo estão ausentes.

#### Protocolo de C. F. A. Moorees (1957)
No protocolo de Moorrees, há duas medidas importante: o diâmetro mesiodistal e o diâmetro bucolingual da coroa. O diâmetro mesiolingual da coroa é a distância a máxima paralela as superfícies oclusal e labial. O diâmetro bucolingual, por sua vez, é a maior distância entre as superfícies laterais labial e lingual. T. Hanihara e H. Ishida, em seu artigo “Metric Dental Variation of Major Human Populations” publicado em 2005, também usou desse protocolo para construir um banco de dados não-métricos dentários de amostras de extensão global.
Além dessas variáveis, Moorrees também lista a altura da coroa e a altura da raíz.

### Métodos estatísticos sobre os dados métricos dentários
Para posteriores análises, a substituição dos valores faltantes é uma realidade necessária. Uma das opções de substituir os valores faltantes é através do da regressão, ou substituição pela média.
Há a necessidade de realizar a correção pelo fator tamanho, pois o tamanho pode mascaras a forma nas análises. Além disso, o tamanho sofre grande influência do ambiente.
Entre as análises multivariadas aplicadas sobre os dados não-métricos dentários, pode-se citar: Análise de Componente Principal (sobre a matriz de covariância), Escalonamento Multidimensional (sobre a distância de Mahalanobis), e Análise de Agrupamento (sobre as distâncias euclidianas e Mahalanobis, e método de ligação simples, composta, ponderada pela média e não ponderada pela média).

## Morfologia dentária
A morfologia dentária é o estudo da ‘forma’ (shape) dos dentes. Isso inclui, por exemplo, incisivo em forma de pá, número de cúspides nos molares, carácter de Carabelli, número de raízes no primeiro pré-molar, entre outros.

### Histórico da morfologia dentária
Assim como os dados esqueletais não-métricos, a variação da morfologia dentária foi primeiramente documentada como variantes ‘anormais’. Ao longo do início do século XX, essas variações dentárias foram progressivamente reconhecidas como variação com foco populacional.
Entre as décadas de 1940 e 1990, diversos estudos continuaram contribuindo para consolidar a antropologia dentária e padronizar a coleta de dados. A. A. Dahlberg, na década de 1950, criou uma série de placas demonstrando a variação na dentição de adultos com o objetivo de tornar a identificação da variação da morfologia dentária precisa e replicável. Similarmente a ideia anterior, C. G. Turner, C. R. Nichol e G. R. Scott desenvolveram, mais tarde, o que ficou conhecido como Sistema de Antropologia Dentária da Universidade Estadual do Arizona (Arizona State University Dental Anthropology System - ASUDAS). Esse sistema proporcionou uma descrição e escala de expressões de traços dentais em adultos (dentição permanente).
Para a dentição decídua, K. Hanihara desenvolveu, na década de 1960, descrições para esse tipo de dentição, que foram, posteriormente, complementadas por Sciulli na década de 1990.

### Coleta de dados da morfologia dentária
Há várias maneiras de se coletar dados de morfologia dentária. O método da contagem de dentes usa de todos da observação de todos os dentes para calcular frequências. Um dos problemas desse método é nos casos de assimetria, em que um indivíduo pode ser entendido com dois fenótipos diferentes. Outro problema é que isso pode aumentar o tamanho amostral artificialmente, uma vez que a maioria dos casos são simétricos. O método da contagem de expressão atribui, por sua vez, um coeficiente para cada grau de expressão para calcular uma frequência de expressão ponderada. Para o método da contagem de indivíduos, apenas um grau de expressão de uma dada característica é usado na análise. Caso haja discordância entre os antimeros, usa-se a expressão mais alta da característica, pois presume-se que isso caracteriza o potencial genético do indivíduo.

#### Sistema de Antropologia Dentária da Universidade Estadual do Arizona (ASUDAS) (Turner II et. al. 1991)
O sisema de Antropologia Dentária da Universidade Estadual do Arizona (ASUDA), desenvolvido por C. G. Turner, C. R. Nichol e G. R. Scott, é um protocolo reconhecido internacionalmente e amplamente utilizado em estudos populacionais. Tal sistema apresenta uma série de traços dentários que foram detalhados, padronizados e estudados antropologicamente. Utilizando-se de placas de referência, é possível avaliar 37 traços, como sua variação (ausência/presença) ou gradação (quantificação do grau de expressão). No total, há 23 placas de referências que apresentam traços, tanto da coroa quanto da raiz dos dentes. Além dessas características, esse sistema também inclui traços da maxila e da mandíbula, características.

### Métodos estatísticos sobre os dados da morfologia dentária
Antes do cálculo de biodistancia, é importante se realizar análises exploratórias, o que inclui analisar se há correlações entre as características. Se correlações forem encontradas, pelo menos uma das características da correlação deve ser removida da análise. Além disso, correlação com sexo e idade também devem ser exploradas, para garantir que a analises de biodistância estão se focando nas relações biológicas, e não nas diferenças de sexo e idade.
As análises estatísticas multivariadas empregadas aplicadas sobre esses dados são: Distância Euclidiana, Distância de Sanghvi, Medida Média Divergência (MMD), Análise de Componentes Principais, Escalonamento Multidimensional, Análise de Agrupamento (pelo método de Ward).